# Marsing (Idaho)
Marsing es una ciudad ubicada en el condado de Owyhee en el estado estadounidense de Idaho. En el Censo de 2010 tenía una población de 1031 habitantes y una densidad poblacional de 577,75 personas por km².

## Geografía
Marsing se encuentra ubicada en las coordenadas 43°32′47″N 116°48′38″O / 43.54639, -116.81056. Según la Oficina del Censo de los Estados Unidos, Marsing tiene una superficie total de 1.78 km², de la cual 1.77 km² corresponden a tierra firme y (1.02%) 0.02 km² es agua.

## Demografía
Según el censo de 2010, había 1031 personas residiendo en Marsing. La densidad de población era de 577,75 hab./km². De los 1031 habitantes, Marsing estaba compuesto por el 74.88% blancos, el 0% eran afroamericanos, el 1.55% eran amerindios, el 0.39% eran asiáticos, el 0% eran isleños del Pacífico, el 20.56% eran de otras razas y el 2.62% pertenecían a dos o más razas. Del total de la población el 33.75% eran hispanos o latinos de cualquier raza.